# ترنرز فالز (ماساچوست)
ترنرز فالز، ماساچوست (به انگلیسی: Turners Falls, Massachusetts) یک منطقهٔ مسکونی در ایالات متحده آمریکا است که در شهرستان فرانکلین واقع شده‌است.

## خصوصیات
ترنرز فالز ۶٫۰ کیلومترمربع مساحت و ۴٬۴۷۰ نفر جمعیت دارد و ۷۴ متر بالاتر از سطح دریا واقع شده‌است.

## نگارخانه

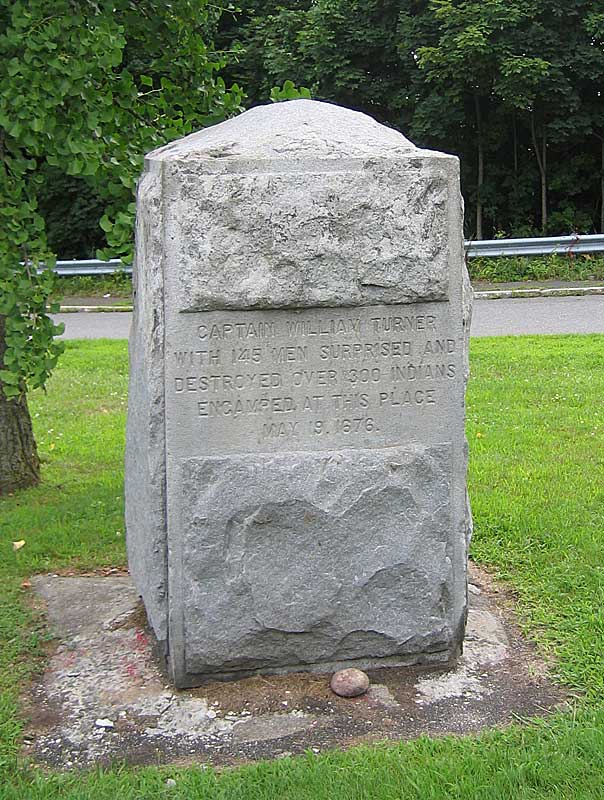